# Upplands Väsby kommun
Upplands Väsby kommun (före 2002 officiellt Upplands-Väsby kommun), är en kommun i Stockholms län. Centralort är Upplands Väsby.
Kommunens landskap är småkuperat med lerslätter, sjöar och kulturlandskap. Sedan AB Optimus lades ner 1983 har tjänstenäringarna dominerat kommunens näringsliv. Service- och tjänstesektorn tillhandahöll en stor andel av kommunens arbetstillfällen i början av 2020-talet. 
När kommunen bildades 1971 var befolkningstillväxten mycket stark. Därefter har kommunen fortsatt ha konstant befolkningstillväxt med undantag för några år under 1990-talet. Efter valen på 2010-talet har kommun haft växlande borgerligt styre och rödgrönt styre.

## Administrativ historik
Kommunens område motsvarar socknarna Ed (större delen), Fresta och Hammarby. I dessa socknar bildades vid kommunreformen 1862 landskommuner med motsvarande namn. 
Vid kommunreformen 1952 bildades Upplands-Väsby landskommun av landskommunerna i området. År 1955 överfördes området Stäket till Järfälla landskommun.
Upplands-Väsby kommun bildades vid kommunreformen 1971 genom en ombildning av Upplands-Väsby landskommun. Den 19 september 2002 ändrades kommunens namn till Upplands Väsby kommun.
Kommunen ingick från bildandet till 1976 i Sollentuna och Färentuna domsaga, från 1977 till 2007 i Sollentuna domsaga och kommunen ingår sedan 2007 i Attunda domsaga.
Kommunen ingår sedan 2010 i Förvaltningsområdet för finska.

## Geografi
Kommunen är belägen i de södra delarna av landskapet Uppland vid sjön Mälarens östra strand. I söder gränsar kommunen till Sollentuna kommun, i väster till Järfälla kommun och Upplands-Bro kommun, i norr till Sigtuna kommun, samt i öster till Vallentuna kommun och Täby kommun, alla i Stockholms län.

### Topografi och hydrografi
Kommunens landskap är småkuperat. Höjderna är skogklädda och delvis kalspolade. Mellan höjderna finns utbredda lerslätter, näringsrika sjöar och kulturlandskap med alléer och parker. Exempel på de sistnämnda är områdena kring Antuna, Ed, Runsa, Hammarby, Torsåker och Sättra gård. Rullstensåsen Stockholmsåsen sträcker sig genom kommunen i nord–sydlig riktning. Den utgörs till största delen av  exploaterad av grustäkter. I ett område nordväst om Edssjön finns serier av parallella ryggar av De Geer-morän.
Nedan presenteras andelen av den totala ytan 2020 i kommunen jämfört med riket.
|  | Bebyggelse (21,7 %) |

|  | Skog (39,3 %) |

|  | Öppen myrmark (1,8 %) |

|  | Jordbruksmark (18,4 %) |

|  | Övrig mark (18,9 %) |

|  | Bebyggelse (3,1 %) |

|  | Skog (68,0 %) |

|  | Öppen myrmark (7,2 %) |

|  | Jordbruksmark (7,4 %) |

|  | Övrig mark (14,3 %) |

### Naturskydd
År 2022 fanns tre naturreservat i Upplands Väsby kommun.
Sättra gårds naturreservat bildades 1970 och är ett 213 hektar stort reservat som förvaltas av kommunen. Området består av "typisk natur för Upplands Väsby med öppen åkermark, löv- och barrskogsområden". I reservatet ingår även kulturlandskap runt Sättra gård vid Mälaren. År 2006 bildades Vallensjö naturreservat som  är cirka 16 hektar stort. Reservatet, som förvaltas av Länsstyrelsen i Stockholms län, utgörs av barrdominerad naturskog som tillhör gården Vallensjö. Historiskt har området varit gårdens utmark. Det kommunala reservatet Norra Törnskogens naturreservat bildades 2016 är cirka 108 hektar stort. Syftet med reservatet är "att skydda ett större naturområde för det rörliga friluftslivet, för att säkra grönstrukturen i Rösjökilen och för att bevara den biologiska mångfalden i området".

### Administrativ indelning

#### Kommundelar
Tidigare var kommunen indelad i fem kommundelar: Runby, Smedby, Vilunda, Vik/Fresta och Odenslunda/Bollstanäs. Dessa officiella uppdelningen har senare tagits bort. I kommunens planering används dock de tre områden Västra Väsby, Centrala Väsby och Östra Väsby. Dessa avgränsas av E4 och järnvägen.

#### För befolkningsrapportering
Fram till 2016 var kommunen för befolkningsrapportering indelad i Eds församling, Hammarby församling och Fresta församling.

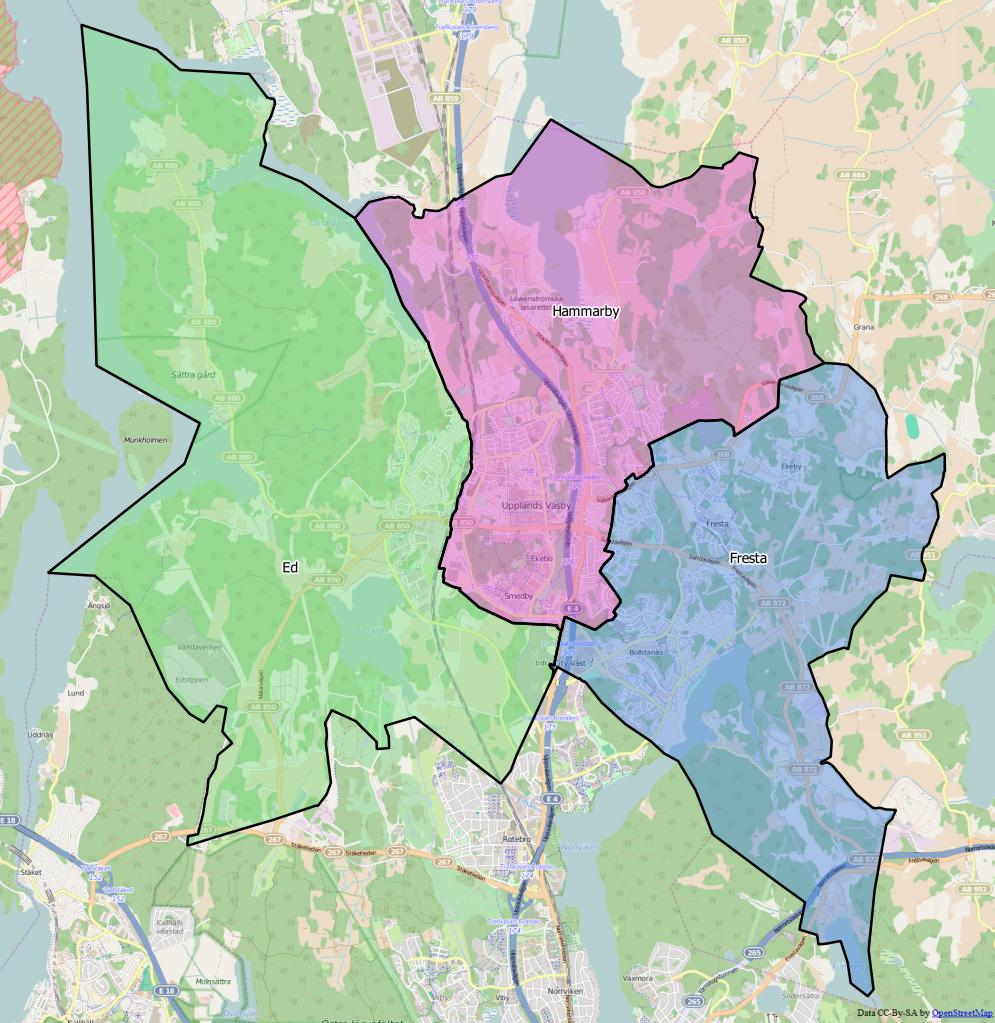
Distrikt (socknar) inom Upplands Väsby kommun

Från 2016 indelas kommunen istället i tre distrikt, vilka motsvarar de tidigare socknarna: Ed, Fresta och Hammarby.

### Tätorter
År 2020 bodde 98,5 procent av kommunens invånare i någon av kommunens tätorter, vilket var högre än motsvarande siffra för riket där genomsnittet var 87,6 procent. Vid Statistiska centralbyråns tätortsavgränsning 2020 fanns det tre tätorter i Upplands Väsby kommun. Huvuddelen av kommunens tätbebyggelse utgörs av tätorten Sollentuna och Upplands Väsby, som sträcker sig över fem kommuner.
| Nr | Tätort                                 | Folkmängd (2020) |
| -- | -------------------------------------- | ---------------- |
| 1  | Sollentuna och Upplands Väsby (del av) | 45 682           |
| 2  | Löwenströmska lasarettet               | 581              |
| 3  | Båtbyggartorp och harva                | 221              |

Centralorten är i fet stil

## Styre och politik

### Styre
Mandatperioden 2010–2014 styrdes kommunen av Centerpartiet, Folkpartiet, Kristdemokraterna och Moderaterna. Koalitionen samlade 27 av 51 mandat.
Valet 2014 ledde till maktskifte. Tillsammans bildade Socialdemokraterna, Miljöpartiet, Vänsterpartiet och Väsbys bästa en ny majoritetskoalition. Av den gemensamma plattformen ingick satsningar på utbildning och skola, liksom kultur och idrott. Valet 2018 ledde till ett nytt maktskifte när Väsbys bästa bytte sida och valde att stötta allianspartierna. Den nya koalitionen bildade ett minoritetsstyre. En ny koalition bildades efter valet 2022 bestående av Socialdemokraterna, Väsbys bästa och Liberalerna.

### Kommunfullmäktige
Kommunfullmäktige har 51 platser sedan 1988.

#### Presidium
| Presidium 2022–2026    | Presidium 2022–2026 | Presidium 2022–2026 |
| ---------------------- | ------------------- | ------------------- |
| Ordförande             | S                   | Erika Fransson      |
| Förste vice ordförande | S                   | Ibrahim Abdallah    |
| Andre vice ordförande  | M                   | Olof Andersson      |

#### Mandatfördelning 1970–2022
| 2 | 21 | 6 | 8 | 4 |

| 29 | 12 |

| 3 | 19 | 9 | 4 | 6 |

| 28 | 13 |

| 3 | 19 | 7 | 5 | 7 |

| 27 | 14 |

| 4 | 23 |  | 6 | 5 | 10 |

| 30 | 19 |

| 3 | 24 |  | 4 | 3 |  | 13 |

| 29 | 20 |

| 3 | 23 | 2 | 2 | 6 | 13 |

| 28 | 21 |

| 3 | 23 | 4 |  | 7 | 12 |

| 27 | 24 |

| 3 | 18 |  | 3 |  | 6 |  | 15 |

| 28 | 23 |

| 3 | 24 | 3 |  | 4 |  | 14 |

| 28 | 23 |

| 5 | 18 |  |  |  | 4 | 3 | 16 |

| 27 | 24 |

| 4 | 20 |  |  |  | 8 | 3 | 11 |

| 27 | 24 |

| 3 | 16 | 3 |  |  | 6 | 3 | 17 |

| 29 | 22 |

|  | 15 | 5 |  |  | 6 |  | 17 |

| 29 | 22 |

| 4 | 16 | 5 | 3 |  |  | 4 |  | 13 |

| 27 | 24 |

| 4 | 13 |  | 7 | 5 |  | 3 | 3 | 12 |

| 25 | 26 |

| 4 | 14 |  | 8 | 6 |  |  |  | 11 |

| 27 | 24 |

### Nämnder

#### Kommunstyrelse
Kommunstyrelsen utgörs av 15 ledamöter, vilka vanligen sammanträder nio gånger per år.
| Presidium 2022–2026    | Presidium 2022–2026 | Presidium 2022–2026 |
| ---------------------- | ------------------- | ------------------- |
| Ordförande             | S                   | Mathias Bohman      |
| Förste vice ordförande | VB                  | Roland Storm        |
| Andre vice ordförande  | M                   | Oskar Weinmar       |

#### Övriga nämnder
| Nämnd                      | Ordförande | Ordförande              | Vice ordförande | Vice ordförande            | Andre vice ordförande | Andre vice ordförande |
| -------------------------- | ---------- | ----------------------- | --------------- | -------------------------- | --------------------- | --------------------- |
| Bygg- och miljönämnden     | L          | Emelie Voetmann         | S               | Gert Lindström             | M                     | Somar Koria           |
| Kultur- och fritidsnämnden | VB         | Andrea Möllerberg       | S               | Ann-Christin Jyttner       | SD                    | Peter Lindqvist       |
| Omsorgsnämnden             | S          | Barbro Brolin           | L               | Eila Bromme                | KD                    | Maria Fälth           |
| Socialnämnden              | S          | Fredrik Örn             | VB              | Dennis Lindström           | M                     | Åke Roth              |
| Utbildningsnämnden         | S          | Suzanne Granqvist Enell | L               | Per Nelson                 | M                     | Hanna Broberg         |
| Valnämnden                 | S          | Marie Åberg             | VB              | Susanne Sundvall-Bergström | M                     | Olof Andersson        |

Källa:

### Valresultat 2022
| Parti                            | Valdistrikt               | Valdistrikt | Kommun  |
| Parti                            | Starkaste                 | Andel       | Andel   |
| -------------------------------- | ------------------------- | ----------- | ------- |
| S                                | Väsbyskogen Östra         | 38,54 %     | 26,64 % |
| M                                | Norra Bollstanäs          | 33,73 %     | 20,92 % |
| SD                               | Smedby Södra              | 25,34 %     | 14,71 % |
| VB                               | Mälaren                   | 21,33 %     | 12,50 % |
| V                                | Sigma                     | 16,62 %     | 7,78 %  |
| C                                | Brunnby                   | 7,03 %      | 4,71 %  |
| KD                               | Apoteksskogen och Vilunda | 5,92 %      | 4,37 %  |
| L                                | Norra Bollstanäs          | 8,41 %      | 3,78 %  |
| MP                               | Mälaren                   | 6,09 %      | 3,02 %  |
| PNy                              | Sigma                     | 5,54 %      | 1,05 %  |
| Data hämtat från Valmyndigheten. |                           |             |         |

Exklusive uppsamlingsdistrikt. Partier som fått mer än en procent av rösterna i minst ett valdistrikt redovisas.

## Ekonomi och infrastruktur

### Näringsliv
Fram till början på 1900-talet var kommunen en utpräglad jordbruksbygd, även om det tidigare funnits ett tegelbruk vid Sätra i Ed och ångsåg och kvarn fanns på Edsby i Ed och Torsåker i Hammarby. År 1903 etablerades den första industrin i området, Wäsby Verkstäder, av Anton Tamm. Industrin var primärt underleverantör till AB Optimus, men hade även andra kunder. Fyra år senare, 1907, flyttade Optimus sin verksamhet till tomten  intill Wäsby Verkstäder och 1914 övertogs aktiemajoriteten i Wäsby Verkstäder av Optimus. Mellan 1915 och 1945 stod industrierna och byggnadsverksamheten för flest arbetstillfällen i Hammarby medan jordbruk var den dominerande sysselsättningen i Ed och Fresta. I Fresta hade även handelsträdgårdarna en stor betydelse under denna tid. Industrierna var under 1950-talet koncentrerade i Väsby. År 1962 etablerade sig Skånska Cementgjuteriet i Ed. Den senaste större industrietableringen i kommunen gjordes 1966–1974 då Marabous fabriksområde byggdes i Smedby.
Sedan AB Optimus lades ner 1983 har tjänstenäringarna dominerat kommunens näringsliv. Service och tjänstesektorn tillhandahöll en stor andel av kommunens arbetstillfällen i början av 2020-talet. Många små och medelstora tjänsteföretag har etablerat sig i Upplands Väsby, givet kommunens läge mellan Stockholm och Arlanda.

### Infrastruktur

#### Transporter
Från norr till söder genomkorsas kommunen av E4 och Ostkustbanan som trafikeras av Stockholms pendeltåg mellan Stockholm och Märsta respektive Arlanda och Uppsala. Centralt i kommunen avtar länsväg 268 från europavägen åt öster. Genom kommunens sydöstra flik löper länsväg 265. Frestavägen förbinder östra delen av Upplands Väsby tätort med väg 265. På motsvarande sätt utgör Mälarvägen en infart till Väsby tätort västerifrån.

## Befolkning

### Demografi

#### Befolkningsutveckling
Kommunen har 50 323 invånare (31 december 2024), vilket placerar den på 50:e plats avseende folkmängd bland Sveriges kommuner. Allt sedan 1960-talet har kommunen haft konstant befolkningstillväxt, med undantag för några år under 1990-talet. Mellan åren 1965 och 1975, då bland annat Väsby centrum byggdes, var befolkningstillväxten speciellt hög. Befolkningen mer än fördubblades under denna period.
| Befolkningsutvecklingen i Upplands Väsby kommun 1970–2020 | Befolkningsutvecklingen i Upplands Väsby kommun 1970–2020 | Befolkningsutvecklingen i Upplands Väsby kommun 1970–2020 | Befolkningsutvecklingen i Upplands Väsby kommun 1970–2020 | Befolkningsutvecklingen i Upplands Väsby kommun 1970–2020 |
| --------------------------------------------------------- | --------------------------------------------------------- | --------------------------------------------------------- | --------------------------------------------------------- | --------------------------------------------------------- |
|                                                           |                                                           |                                                           |                                                           |                                                           |
| År                                                        |                                                           |                                                           | Folkmängd                                                 |                                                           |
| 1970                                                      | 1970                                                      |                                                           | 19 032                                                    |                                                           |
| 1975                                                      | 1975                                                      |                                                           | 28 810                                                    |                                                           |
| 1980                                                      | 1980                                                      |                                                           | 31 961                                                    |                                                           |
| 1985                                                      | 1985                                                      |                                                           | 33 912                                                    |                                                           |
| 1990                                                      | 1990                                                      |                                                           | 35 963                                                    |                                                           |
| 1995                                                      | 1995                                                      |                                                           | 36 277                                                    |                                                           |
| 2000                                                      | 2000                                                      |                                                           | 37 576                                                    |                                                           |
| 2005                                                      | 2005                                                      |                                                           | 37 624                                                    |                                                           |
| 2010                                                      | 2010                                                      |                                                           | 39 289                                                    |                                                           |
| 2015                                                      | 2015                                                      |                                                           | 42 661                                                    |                                                           |
| 2020                                                      | 2020                                                      |                                                           | 47 184                                                    |                                                           |

#### Utländsk bakgrund
Den 31 december 2018 utgjorde antalet invånare med utländsk bakgrund (utrikes födda personer samt inrikes födda med två utrikes födda föräldrar) 18 584 eller 40,80 % av befolkningen (hela befolkningen: 45 543 den 31 december 2018). Den 31 december 2002 utgjorde antalet invånare med utländsk bakgrund enligt samma definition 10 132, eller 27,06 % av befolkningen (hela befolkningen: 34 444 den 31 december 2002). Åren 2002–2018 har antalet personer med svensk bakgrund minskat och antalet personer med utländsk bakgrund ökat.

#### Invånare efter de vanligaste födelseländerna
Följande länder är de 10 vanligaste födelseländerna för befolkningen i Upplands Väsby kommun.
| Nr | Födelseland | Antal  | Andel (%) | Andel i hela riket |
| -- | ----------- | ------ | --------- | ------------------ |
| 1  | Sverige     | 32 394 | 65,76     | 79,61              |
| 2  | Iran        | 1 763  | 3,58      | 0,81               |
| 3  | Finland     | 1 695  | 3,44      | 1,26               |
| 4  | Irak        | 1 195  | 2,43      | 1,40               |
| 5  | Syrien      | 851    | 1,73      | 1,88               |
| 6  | Polen       | 831    | 1,69      | 0,94               |
| 7  | Indien      | 522    | 1,06      | 0,51               |
| 8  | Pakistan    | 461    | 0,94      | 0,26               |
| 9  | Turkiet     | 444    | 0,90      | 0,53               |
| 10 | Afghanistan | 436    | 0,89      | 0,62               |

## Kultur

### Kulturarv
Att kommunen sedan gammalt är gammal kulturbygd vittnar inte minst de talrika fornlämningarna om. Kommunen är tredje runstenstätast efter grannkommunerna Täby och Vallentuna. Längs kommunens fornslinga, som börjar vid vikingagården Gunnes gård, finns 13 fornlämningar att beskåda. Bland dessa fem runstenar. Även i och vid Fresta kyrka finns runstenar, totalt 15 stycken varav en är Jarlabankestenen. Andra fornlämningar är exempelvis Runsa fornborg, en lämning från äldre järnålder. Intill finns en av Sveriges största skeppssättningar.
I kommunen finns flera medeltida kyrkor. Bland dessa Eds kyrka, en gråstenskyrka med anor från 1100-talet, och Hammarby kyrka, en rappade gråstenskyrka från omkring 1200. Andra kulturarv är exempelvis Runsa slott, 
Torsåker slott och Edsby slott.

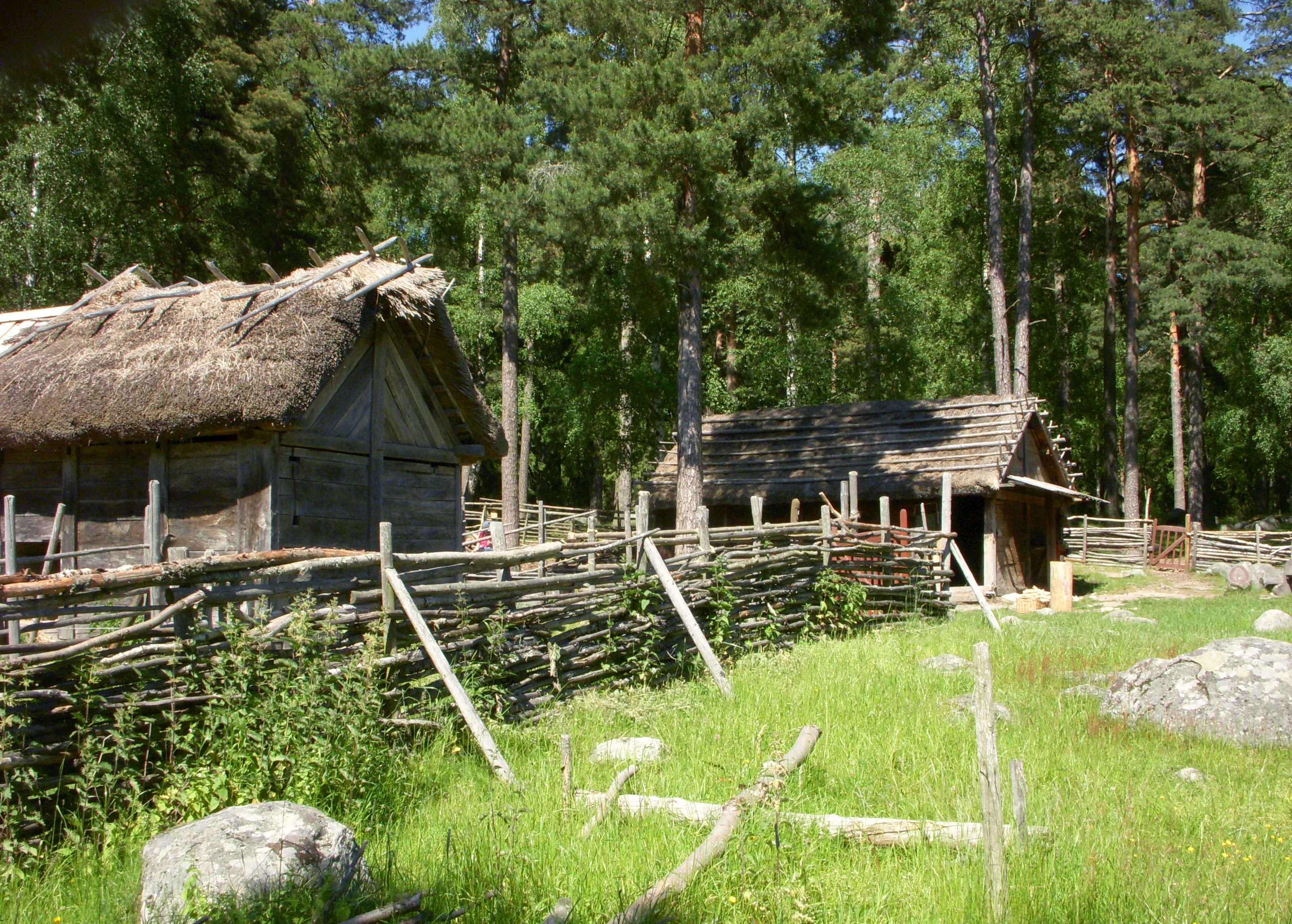
Gunnes gård
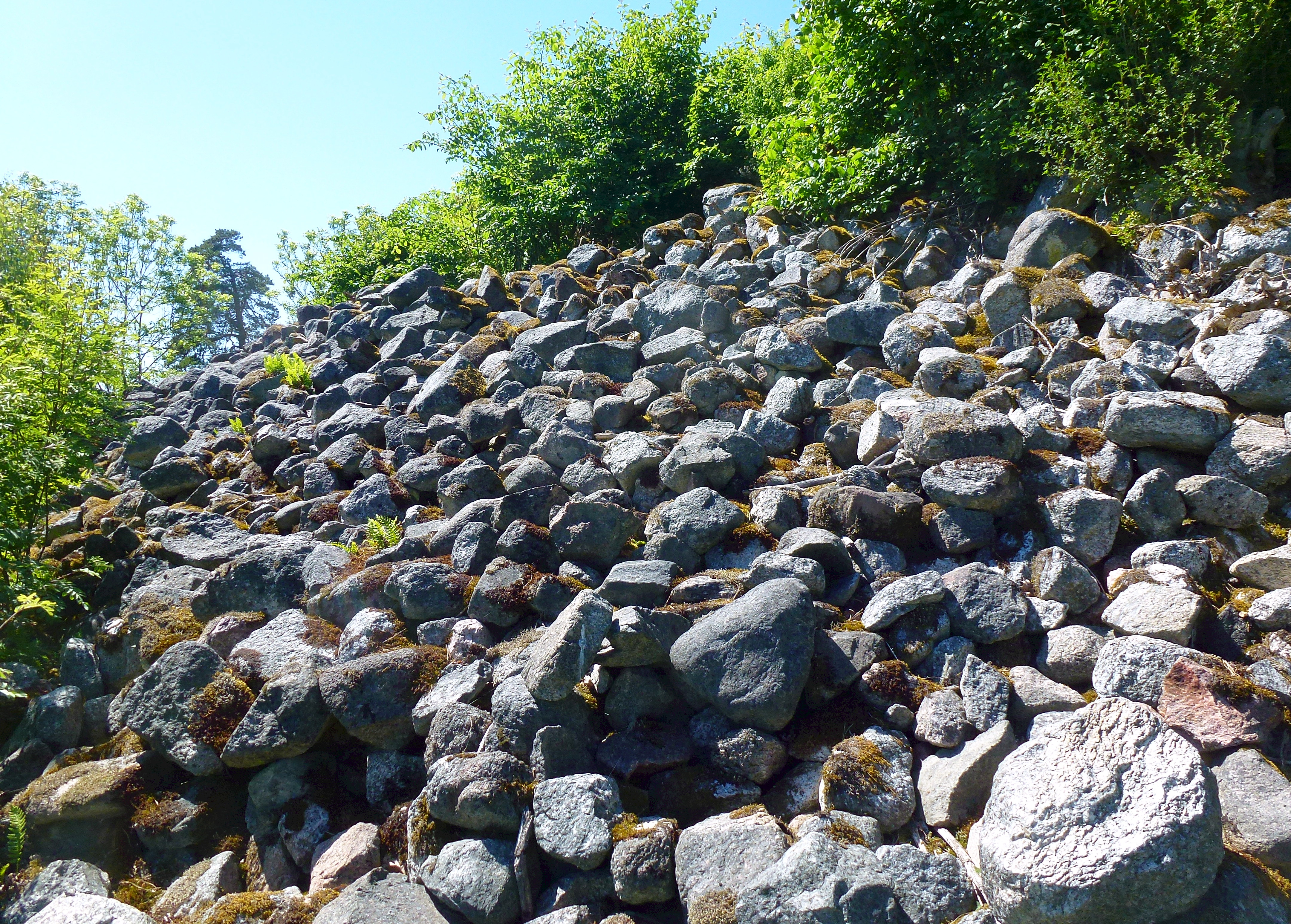
Runsa fornborg
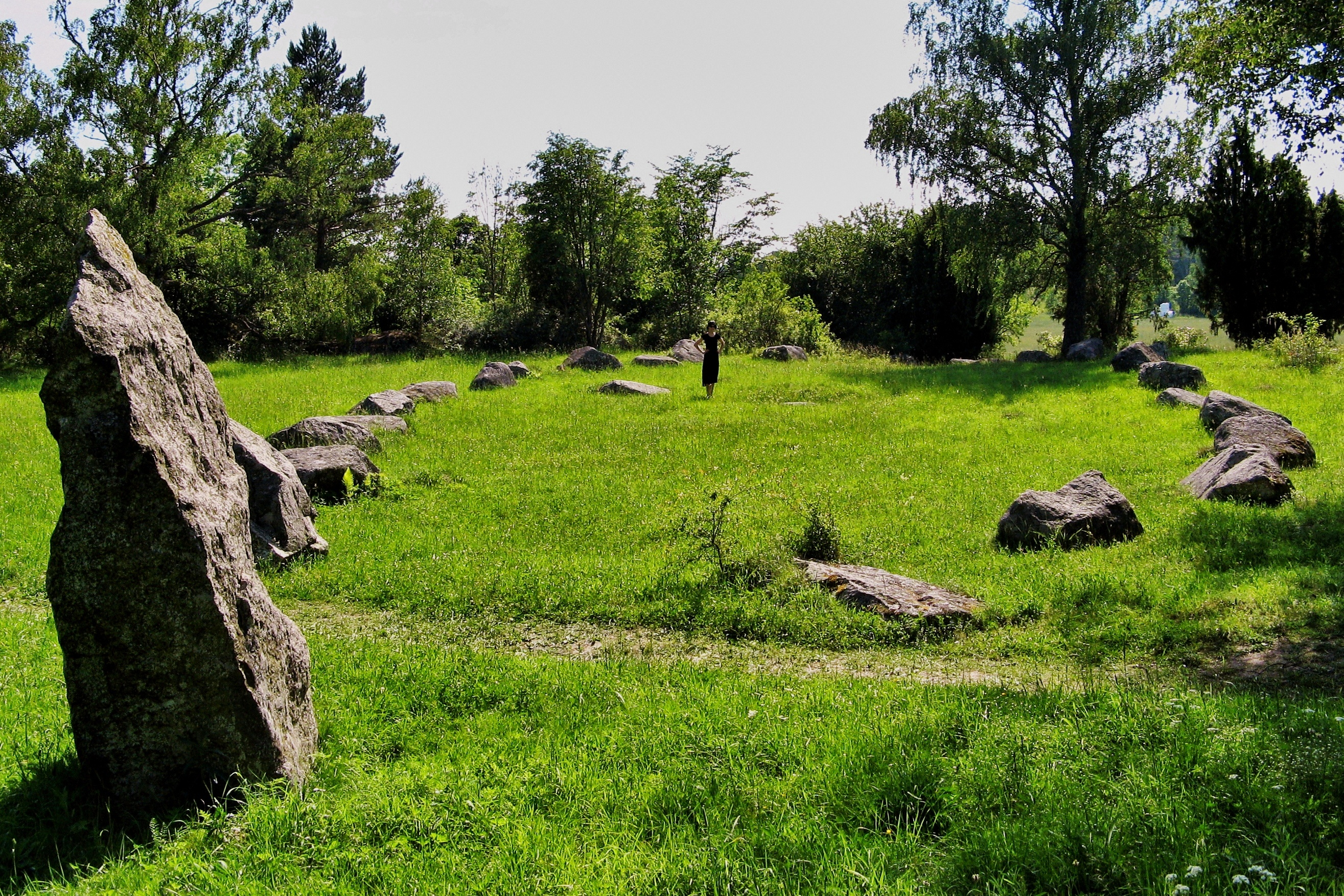
Runsa skeppssättning
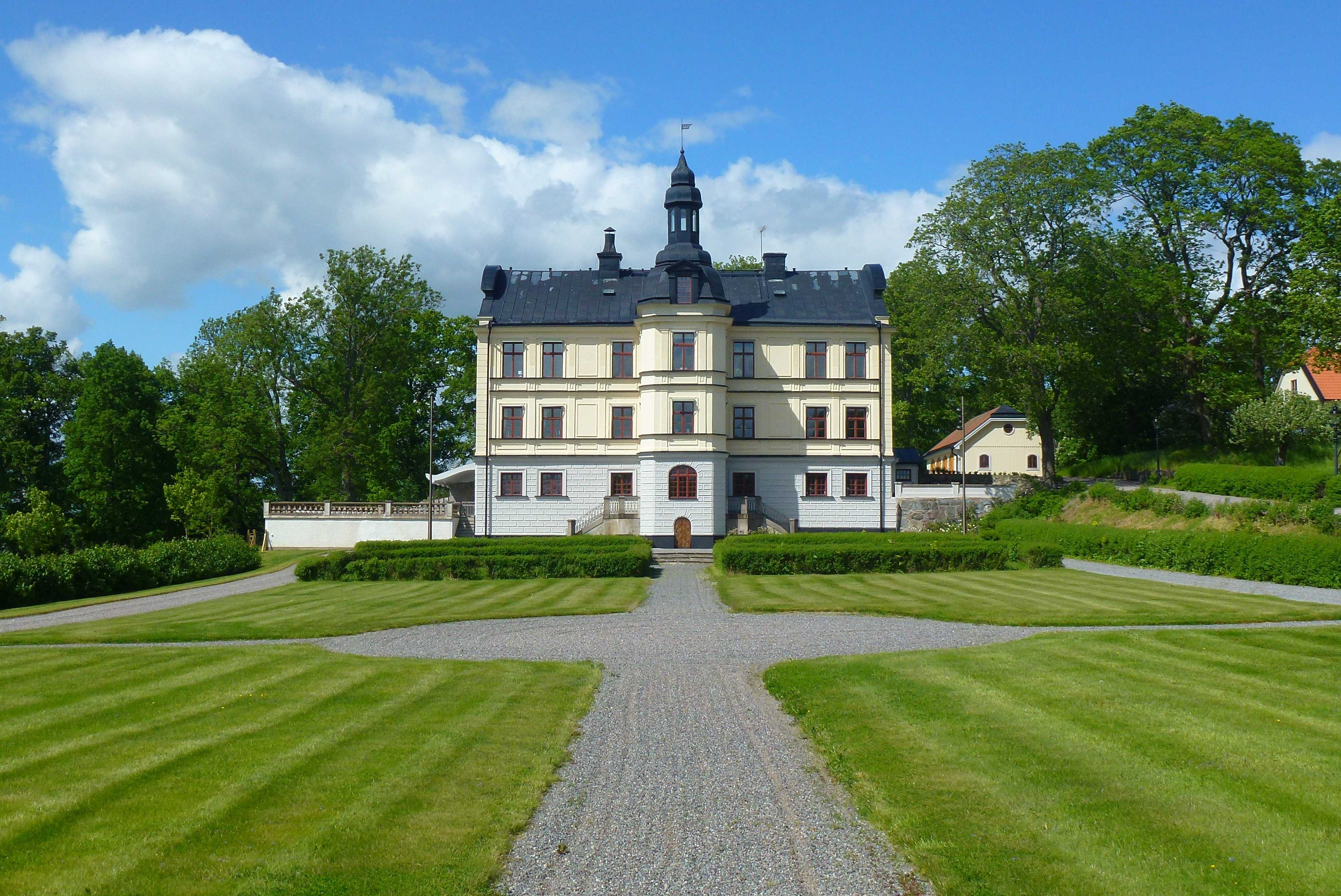
Torsåker slott

### Kommunvapen
Blasonering: I blått fält en med kors krönt kyrka av silver visande en med blått spetsbågsfönster försedd gavel samt sakristia och vapenhus, och däröver en ginstam av silver belagd med tre blå kuggkransar.
Vapnet skapades i samarbete mellan Riksarkivet och kommunen och fastställdes av Kungl Maj:t 1961. Eftersom kommunen bildats av tre tidigare socknar ville man först ha tre kyrkor i vapnet. I stället valde man en kyrka och tretalet fick representera industrin genom de tre kuggkransarna. Förebilden till kyrkan är Hammarby kyrka.